# Ye Zhaoying
Ye Zhaoying (née le 7 mai 1974) est une joueuse chinoise de badminton, deux fois championne du monde et numéro 1 mondial.
En 2022, elle vit en exil en Espagne avec l'ancien footballeur Hao Haidong. Tous deux sont des opposants au régime du PCC.